# Charles de Menthon d'Aviernoz
Charles Jean Dominique de Menthon-Lornay, meglio noto come Charles de Menthon d'Aviernoz e italianizzato in Carlo Menton d'Aviernoz (Annecy, 7 febbraio 1793 – Coise-Saint-Jean-Pied-Gauthier, 12 gennaio 1858), è stato un generale e politico italiano.

## Biografia
Appartenne ad una delle più antiche e illustri famiglie della Savoia, fu figlio primogenito del conte Claude-François-Gaspard (1758-?) e della baronessa Marie-Joséphine Favier du Noyer. Il padre aveva militato come capitano nel reggimento dei Dragoni di Sua Maestà contro i francesi ma, a seguito del Trattato di Parigi del 1797, era stato poi cooptato nei Dragoni piemontesi al servizio della Repubblica piemontese.
Charles si dedicò principalmente allo studio delle lingue e nel 1813 si diplomò (diplôme de bachelier) all’Università di Grenoble.
Durante le guerre napoleoniche si mise al servizio dell’Austria dal 1814 al 1819 in quanto alleata del regno di Sardegna. In seguito affermerà che questa alleanza austro-sarda fosse «fâcheuse mais nécessaire» in quanto gli austriaci, come i piemontesi, combattevano Napoleone.
Nel 1819 rientrò in Piemonte e fu inquadrato con il grado di capitano nella Brigata Savoia. Nel 1830 fu il primo sindaco di Chambéry, luogo di nascita. Dal 1831 fu maggiore nel 2º reggimento della medesima brigata e nel 1834 fu elevato a tenente colonnello. Dal 1837 fu colonnello sempre del 2º reggimento e dal 1844 al 1846 ricoprì il medesimo ruolo ma nel 1º reggimento.
Nella campagna del 1848 comandò in qualità di maggior generale la Brigata Cuneo, essendone a capo dal 1846, partecipando alle battaglie di Goito, Pastrengo e Santa Lucia. Dopo il ritiro, per motivi di salute, del maggior generale della Brigata Savoia barone François d’Ussillon, il conte d’Aviernoz dovette assumere il comando della suddetta brigata lasciando la Cuneo al colonnello del 1º reggimento Pietro Pilo-Boyl di Putifigari.
Nel corso della battaglia di Custoza (23-25 luglio) il d’Aviernoz si trovava a Madonna del Monte ed era a capo di un battaglione della sua brigata. Fu, a tal proposito, protagonista di un fatto alquanto ignominioso per gli austriaci: alcuni disertori ungheresi, che si trovavano presso il generale, avevano sostenuto giorni prima che alcuni italiani prestanti servizio all’Impero avevano manifestato l’intenzione di disertare; dunque, dopo la fallita avanzata imperiale sul monte a causa della fucileria savoiarda, il conte scese la collina con 60 uomini e incontrò alcuni italiani sventolanti bandiera bianca che volevano unirsi ai savoiardi, nel momento in cui ci fu contatto, gli italiani, a tradimento, iniziarono ad aprire il fuoco sugli uomini del conte il quale venne pure ferito al petto e al ginocchio. Invitato alla resa, pare che il conte abbia esclamato «Je ne rends pas mon épée à des traîtres!». A seguito della mendace notizia della dipartita del conte, i suoi uomini furono costretti a ritirarsi verso Sona. Il d’Aviernoz, ferito, venne catturato dagli austriaci e venne prontamente sostituito da Jean-François Mollard. Da Vincenzo Bortolotti viene definito quale «uomo di grande valore».
A causa delle ferite riportate egli non fu più in grado di servire nell’esercito e intraprese, pertanto, la carriera politica.
Fu Deputato del Regno di Sardegna nella III e nella IV legislatura per il collegio di Saint-Pierre d'Albigny e si sposò con Marie-Antoinette Favier du Noyer, dama della regina Maria Teresa d'Asburgo-Este. Dal matrimonio non ebbe figli.